# Szank
Szank este un sat în districtul Kiskunmajsa, județul Bács-Kiskun, Ungaria, având o populație de 2.504 locuitori (2011). 

## Demografie
Componența etnică a satului Szank
     Maghiari (94,03%)
     Romi (3,65%)
     Germani (1,33%)
     Necunoscut (0,6%)
     Români (0,39%)
     Alții (0,6%)
Componența confesională a satului Szank
     Romano-catolici (65,02%)
     Fără religie (8,23%)
     Reformați (6,27%)
     Necunoscută (19,77%)
     Alte religii (1,88%)
Conform recensământului din 2011, satul Szank avea 2.504 locuitori. Din punct de vedere etnic, majoritatea locuitorilor (94,03%) erau maghiari, existând și minorități de romi (3,65%) și germani (1,33%). Apartenența etnică nu este cunoscută în cazul a 0,6% din locuitori.  Din punct de vedere confesional, majoritatea locuitorilor (65,02%) erau romano-catolici, existând și minorități de persoane fără religie (8,23%) și reformați (6,27%). Pentru 19,77% din locuitori nu este cunoscută apartenența confesională.